# Flavia Pennetta
Flavia Pennetta (Bríndisi, 25 de febrer de 1982) és una tennista italiana. Malgrat guanyar diversos títols individuals i ser la primera tennista italiana en entrar al Top 10 en l'Era Open, els èxits més importants els ha aconseguit en categoria de dobles, on fou número 1 del rànquing i va guanyar un títol de Grand Slam (Open d'Austràlia 2011).
Ha guanyat 10 títols individuals, entre els quals destaca l'Indian Wells 2014. En dobles ha aconseguit 17 títols i també destaquen la disputa de tres finals de Grand Slam, un títol amb Gisela Dulko i dues derrotes amb Elena Dementieva i Martina Hingis com a parella. Amb l'equip italià de Copa Federació va guanyar els quatre primers títols del país en aquesta competició (2006, 2009, 2010 i 2013).
El 24 de gener de 2007 fou nomenada Cavallera de l'Orde al Mèrit de la República Italiana pel President d'Itàlia Carlo Azeglio Ciampi.

## Biografia
Pennetta va néixer el 25 de febrer de 1982 a Bríndisi, filla d'Oronzo i Concetta Pennetta. Té una germana més gran de nom Giorgia.
Va començar a jugar a tennis amb només cinc anys gràcies al seu pare, i el seu ídol tennístic fou Monica Seles.
Durant uns anys va mantenir una relació amorosa amb el tennista mallorquí Carles Moyà, però van tallar el 2007. Posteriorment va escriure unes memòries en referència al traumàtic trencament de la relació titulades Dritto al Cuore (en català, "Directe al cor").

## Torneigs de Grand Slam

### Individual: 1 (1−0)
| Resultat   | Núm. | Any  | Torneig | Oponent en la final | Resultat    |
| ---------- | ---- | ---- | ------- | ------------------- | ----------- |
| Guanyadora | 1.   | 2015 | US Open | Roberta Vinci       | 7−6(4), 6−2 |

### Dobles: 3 (1−2)
| Resultat   | Núm. | Any  | Torneig          | Parella           | Oponents en la final               | Resultat      |
| ---------- | ---- | ---- | ---------------- | ----------------- | ---------------------------------- | ------------- |
| Finalista  | 1.   | 2005 | US Open          | Ielena Deméntieva | Lisa Raymond Samantha Stosur       | 2−6, 7−5, 3−6 |
| Guanyadora | 1.   | 2011 | Open d'Austràlia | Gisela Dulko      | Viktória Azàrenka Maria Kirilenko  | 2−6, 7−5, 6−1 |
| Finalista  | 2.   | 2014 | US Open          | Martina Hingis    | Iekaterina Makàrova Ielena Vesninà | 6−2, 3−6, 2−6 |

## Palmarès: 31 (10−17−4)

### Individual: 24 (10−14)
| Abans de 2009                                        | Després de 2009         |
| ---------------------------------------------------- | ----------------------- |
| Grand Slam (0−0)                                     |                         |
| WTA Tour Championships (0−0)                         |                         |
| WTA Tournament of Champions / WTA Elite Trophy (0−1) |                         |
| Tier I (0−0)                                         | Premier Mandatory (0−0) |
| Tier II (0−2)                                        | Premier 5 (0−0)         |
| Tier III (6−5)                                       | Premier (2−0)           |
| Tier IV i V (0−1)                                    | International (2−5)     |

| Títols per superfície |
| --------------------- |
| Dura (3−6)            |
| Gespa (0−0)           |
| Terra batuda (7−8)    |

| Resultat   | Núm. | Data                  | Torneig                                  | Superfície   | Oponent en la final     | Marcador                |
| ---------- | ---- | --------------------- | ---------------------------------------- | ------------ | ----------------------- | ----------------------- |
| Finalista  | 1.   | 3 de març de 2004     | Acapulco, Mèxic                          | Terra batuda | Iveta Benešová          | 6−7(5), 4−6             |
| Finalista  | 2.   | 22 de juliol de 2004  | Palerm, Itàlia                           | Terra batuda | Anabel Medina Garrigues | 4−6, 4−6                |
| Guanyadora | 1.   | 14 d'agost de 2004    | Sopot, Polònia                           | Terra batuda | Klára Koukalová         | 7−5, 3−6, 6−3           |
| Guanyadora | 2.   | 20 de febrer de 2005  | Bogotà, Colòmbia                         | Terra batuda | Lourdes Domínguez Lino  | 7−6(4), 6−4             |
| Guanyadora | 3.   | 27 de febrer de 2005  | Acapulco                                 | Terra batuda | Ľudmila Cervanová       | 3−6, 7−5, 6−3           |
| Finalista  | 3.   | 5 de gener de 2006    | Gold Coast, Austràlia                    | Dura         | Lucie Šafářová          | 3−6, 6−3, 5−7           |
| Finalista  | 4.   | 23 de febrer de 2006  | Bogotà                                   | Terra batuda | Lourdes Domínguez Lino  | 6−7(3), 4−6             |
| Finalista  | 5.   | 2 de març de 2006     | Acapulco (2)                             | Terra batuda | Anna-Lena Grönefeld     | 1−6, 6−4, 2−6           |
| Finalista  | 6.   | 1 de març de 2007     | Acapulco (3)                             | Terra batuda | Émilie Loit             | 6−7(0), 4−6             |
| Guanyadora | 4.   | 14 d'octubre de 2007  | Bangkok, Tailàndia                       | Dura         | Chan Yung-jan           | 6−1, 6−3                |
| Guanyadora | 5.   | 17 de febrer de 2008  | Viña del Mar, Xile                       | Terra batuda | Klára Zakopalová        | 6−4, 5−4, retirada      |
| Guanyadora | 6.   | 1 de març de 2008     | Acapulco                                 | Terra batuda | Alizé Cornet            | 6−0, 4−6, 6−1           |
| Finalista  | 7.   | 24 de juliol de 2008  | Los Angeles, Estats Units                | Dura         | Dinara Safina           | 4−6, 2−6                |
| Finalista  | 8.   | 16 d'octubre de 2008  | Zuric, Suïssa                            | Dura (i)     | Venus Williams          | 6−7(1), 2−6             |
| Finalista  | 9.   | 28 de febrer de 2009  | Acapulco (4)                             | Terra batuda | Venus Williams          | 1−6, 2−6                |
| Guanyadora | 7.   | 19 de juliol de 2009  | Palerm                                   | Terra batuda | Sara Errani             | 6−1, 6−2                |
| Guanyadora | 8.   | 9 d'agost de 2009     | Los Angeles                              | Dura         | Samantha Stosur         | 6−4, 6−3                |
| Finalista  | 10.  | 9 de gener de 2010    | Auckland, Nova Zelanda                   | Dura         | Yanina Wickmayer        | 3−6, 2−6                |
| Guanyadora | 9.   | 11 d'abril de 2010    | Marbella, Espanya                        | Terra batuda | Carla Suárez Navarro    | 6−2, 4−6, 6−3           |
| Finalista  | 11.  | 18 de juliol de 2010  | Palerm (2)                               | Terra batuda | Kaia Kanepi             | 4−6, 3−6                |
| Finalista  | 12.  | 8 de gener de 2012    | Auckland (2)                             | Dura         | Zheng Jie               | 6−2, 3−6, 0−2, retirada |
| Finalista  | 13.  | 4 de març de 2012     | Acapulco (5)                             | Terra batuda | Sara Errani             | 7−5, 6−7(2), 0−6        |
| Guanyadora | 10.  | 16 de març de 2014    | Indian Wells, Estats Units               | Dura         | Agnieszka Radwańska     | 6−2, 6−1                |
| Finalista  | 14.  | 2 de novembre de 2014 | Tournament of Champions, Sofia, Bulgària | Dura (i)     | Andrea Petkovic         | 6−1, 4−6, 3−6           |

### Dobles: 34 (17−17)
| Abans de 2009                | Després de 2009         |
| ---------------------------- | ----------------------- |
| Grand Slam (1−2)             |                         |
| WTA Tour Championships (1−0) |                         |
| Tier I (0−2)                 | Premier Mandatory (0−0) |
| Tier II (1−0)                | Premier 5 (0−0)         |
| Tier III (1−1)               | Premier (7−6)           |
| Tier IV i V (1−1)            | International (5−5)     |

| Títols per superfície |
| --------------------- |
| Dura (10−7)           |
| Gespa (1−2)           |
| Terra batuda (6−8)    |

| Resultat   | Núm. | Data                   | Torneig                             | Superfície       | Parella                | Oponents en la final                          | Marcador             |
| ---------- | ---- | ---------------------- | ----------------------------------- | ---------------- | ---------------------- | --------------------------------------------- | -------------------- |
| Guanyadora | 1.   | 14 d'agost de 2005     | Los Angeles, Estats Units           | Dura             | Ielena Deméntieva      | Angela Haynes Bethanie Mattek                 | 6−2, 6−4             |
| Finalista  | 1.   | 10 de setembre de 2005 | US Open, Estats Units               | Dura             | Ielena Deméntieva      | Lisa Raymond Samantha Stosur                  | 2−6, 7−5, 3−6        |
| Guanyadora | 2.   | 26 de febrer de 2006   | Bogotà, Colòmbia                    | Terra batuda     | Gisela Dulko           | Ágnes Szávay Jasmin Wöhr                      | 7−6(1), 6−1          |
| Finalista  | 2.   | 14 de maig de 2006     | Berlín, Alemanya                    | Terra batuda     | Ielena Deméntieva      | Yan Zi Zheng Jie                              | 2−6, 3−6             |
| Finalista  | 3.   | 22 de febrer de 2007   | Bogotà                              | Terra batuda     | Roberta Vinci          | L. Domínguez Lino Paola Suárez                | 6−1, 3−6, [9−11]     |
| Finalista  | 4.   | 14 de juny de 2007     | Barcelona, Espanya                  | Terra batuda     | Lourdes Domínguez Lino | Arantxa Parra Santonja Núria Llagostera Vives | 7−6(3), 2−6, [12−10] |
| Guanyadora | 3.   | 19 d'abril de 2008     | Estoril, Portugal                   | Terra batuda     | Maria Kirilenko        | Mervana Jugić-Salkić İpek Şenoğlu             | 6−4, 6−4             |
| Finalista  | 5.   | 31 de juliol de 2008   | Mont-real, Canadà                   | Dura             | Maria Kirilenko        | Cara Black Liezel Huber                       | 1−6, 1−6             |
| Guanyadora | 4.   | 16 de gener de 2009    | Hobart, Austràlia                   | Dura             | Gisela Dulko           | Alona Bondarenko Katerina Bondarenko          | 6−2, 7−6(4)          |
| Finalista  | 6.   | 22 de febrer de 2009   | Bogotà (2)                          | Terra batuda     | Gisela Dulko           | Núria Llagostera Vives M.J. Martínez Sánchez  | 5−7, 6−3, [7−10]     |
| Finalista  | 7.   | 3 de maig de 2009      | Stuttgart, Alemanya                 | Terra batuda (i) | Gisela Dulko           | Bethanie Mattek-Sands Nàdia Petrova           | 7−5, 3−6, [7−10]     |
| Guanyadora | 5.   | 9 de juny de 2009      | 's-Hertogenbosch, Països Baixos     | Gespa            | Sara Errani            | Michaëlla Krajicek Yanina Wickmayer           | 6−4, 5−7, [13−11]    |
| Guanyadora | 6.   | 11 de juliol de 2009   | Bastad, Suècia                      | Terra batuda     | Gisela Dulko           | Núria Llagostera Vives M.J. Martínez Sánchez  | 6−2, 0−6, [10−5]     |
| Guanyadora | 7.   | 4 d'abril de 2010      | Miami, Estats Units                 | Dura             | Gisela Dulko           | Nàdia Petrova Samantha Stosur                 | 6−3, 4−6, [10−7]     |
| Guanyadora | 8.   | 2 de maig de 2010      | Stuttgart                           | Terra batuda     | Gisela Dulko           | Květa Peschke Katarina Srebotnik              | 3−6, 7−6(3), [10−5]  |
| Guanyadora | 9.   | 8 de maig de 2010      | Roma, Itàlia                        | Terra batuda     | Gisela Dulko           | Núria Llagostera Vives M.J. Martínez Sánchez  | 6−4, 6−2             |
| Finalista  | 8.   | 15 de maig de 2010     | Madrid, Espanya                     | Terra batuda     | Gisela Dulko           | Serena Williams Venus Williams                | 2−6, 5−7             |
| Guanyadora | 10.  | 10 de juliol de 2010   | Bastad (2)                          | Terra batuda     | Gisela Dulko           | Renata Voráčová B. Záhlavová-Strýcová         | 7−6(0), 6−0          |
| Guanyadora | 11.  | 23 d'agost de 2010     | Mont-real                           | Dura             | Gisela Dulko           | Květa Peschke Katarina Srebotnik              | 7−5, 3−6, [12−10]    |
| Finalista  | 9.   | 9 d'octubre de 2010    | Pequín, Xina                        | Dura             | Gisela Dulko           | Chuang Chia-jung Olga Govortsova              | 6−7(2), 6−1, [7−10]  |
| Guanyadora | 12.  | 23 d'octubre de 2010   | Moscou, Rússia                      | Dura (i)         | Gisela Dulko           | Sara Errani M.J. Martínez Sánchez             | 6−3, 2−6, [10−6]     |
| Guanyadora | 13.  | 31 d'octubre de 2010   | WTA Tour Championships, Doha, Qatar | Dura             | Gisela Dulko           | Květa Peschke Katarina Srebotnik              | 7−5, 6−4             |
| Guanyadora | 14.  | 28 de gener de 2011    | Open d'Austràlia, Austràlia         | Dura             | Gisela Dulko           | Viktória Azàrenka Maria Kirilenko             | 2−6, 7−5, 6−1        |
| Finalista  | 10.  | 17 de juny de 2011     | 's-Hertogenbosch                    | Gespa            | Dominika Cibulková     | B. Záhlavová-Strýcová Klára Zakopalová        | 6−1, 4−6, [7−10]     |
| Finalista  | 11.  | 1 d'octubre de 2011    | Tòquio, Japó                        | Dura (i)         | Gisela Dulko           | Liezel Huber Lisa Raymond                     | 6−7(4), 6−0, [6−10]  |
| Finalista  | 12.  | 8 d'octubre de 2011    | Pequín (2)                          | Dura             | Gisela Dulko           | Květa Peschke Katarina Srebotnik              | 3−6, 4−6             |
| Finalista  | 13.  | 7 de gener de 2012     | Auckland, Nova Zelanda              | Dura             | Julia Görges           | Andrea Hlaváčková Lucie Hradecká              | 7−6(2), 2−6, [7−10]  |
| Finalista  | 14.  | 15 d'abril de 2012     | Barcelona (2)                       | Terra batuda     | Francesca Schiavone    | Sara Errani Roberta Vinci                     | 0−6, 2−6             |
| Finalista  | 15.  | 21 de juliol de 2013   | Bastad                              | Terra batuda     | Alexandra Dulgheru     | A. Medina Garrigues Klára Zakopalová          | 1−6, 4−6             |
| Guanyadora | 15.  | 13 d'octubre de 2013   | Osaka, Japó                         | Dura             | Kristina Mladenovic    | Samantha Stosur Zhang Shuai                   | 6−4, 6−3             |
| Finalista  | 16.  | 21 de juny de 2014     | Eastbourne, Regne Unit              | Gespa            | Martina Hingis         | Chan Hao-ching Chan Yung-jan                  | 3−6, 7−5, [7−10]     |
| Finalista  | 17.  | 6 de setembre de 2014  | US Open                             | Dura             | Martina Hingis         | Iekaterina Makàrova Ielena Vesninà            | 6−2, 3−6, 2−6        |
| Guanyadora | 16.  | 27 de setembre de 2014 | Wuhan, Xina                         | Dura             | Martina Hingis         | Cara Black Caroline Garcia                    | 6−4, 5−7, [12−10]    |
| Guanyadora | 17.  | 18 d'octubre de 2014   | Moscou (2)                          | Dura (i)         | Martina Hingis         | Caroline Garcia Arantxa Parra Santonja        | 6−3, 7−5             |

#### Períodes com a número 1
| Núm. | Precedida per | Dates                   | Succeïda per                     | Setmanes | Acumulat |
| ---- | ------------- | ----------------------- | -------------------------------- | -------- | -------- |
| 1.   | Gisela Dulko  | 28/02/2011 − 04/07/2011 | Květa Peschke Katarina Srebotnik | 18       | 18       |

### Equips: 5 (4−1)
| Resultat   | Núm. | Data                      | Torneig                                 | Superfície   | Equip                                             | Oponents                                                                 | Marcador |
| ---------- | ---- | ------------------------- | --------------------------------------- | ------------ | ------------------------------------------------- | ------------------------------------------------------------------------ | -------- |
| Guanyadora | 1.   | 16−17 de setembre de 2006 | Copa Federació, Charleroi, Bèlgica      | Dura (i)     | Mara Santangelo Francesca Schiavone Roberta Vinci | Leslie Butkiewicz Kirsten Flipkens Justine Henin-Hardenne Caroline Maes  | 3−2      |
| Finalista  | 1.   | 15−16 de setembre de 2007 | Copa Federació, Moscou, Rússia          | Dura (i)     | Mara Santangelo Francesca Schiavone Roberta Vinci | Svetlana Kuznetsova Nàdia Petrova Anna Txakvetadze Ielena Vesninà        | 0−4      |
| Guanyadora | 2.   | 7−8 de novembre de 2009   | Copa Federació, Reggio Calabria, Itàlia | Terra batuda | Sara Errani Francesca Schiavone Roberta Vinci     | Alexa Glatch Liezel Huber Vania King Melanie Oudin                       | 4−0      |
| Guanyadora | 3.   | 6−7 de novembre de 2010   | Copa Federació, San Diego, Estats Units | Dura (i)     | Sara Errani Francesca Schiavone Roberta Vinci     | Liezel Huber Bethanie Mattek-Sands Melanie Oudin Coco Vandeweghe         | 3−1      |
| Guanyadora | 4.   | 2−3 de novembre de 2013   | Copa Federació, Cagliari, Itàlia        | Terra batuda | Sara Errani Karin Knapp Roberta Vinci             | Margarita Gasparyan Irina Khromatxova Alissa Kleibànova Alexandra Panova | 4−0      |

## Trajectòria

### Individual
| Grand Slams |             |             |             |             |             |             |             |             |             |             |       |             |             |             |               |               |
| Open d'Austràlia | A           | 1R          | 1R          | 1R          | 3R          | 1R          | 2R          | 3R          | 2R          | 4R          | 1R    | A           | QF          | 1R          | 0 / 12        | 13 – 12       |
| Roland Garros | A           | 3R          | 1R          | 3R          | 3R          | 1R          | 4R          | 1R          | 4R          | 1R          | 3R    | 1R          | 2R          | 4R          | 0 / 13        | 18 – 13       |
| Wimbledon | Q           | 2R          | 1R          | 4R          | 4R          | 1R          | 2R          | 3R          | 3R          | 3R          | 1R    | 4R          | 2R          | 1R          | 0 / 13        | 20 – 13       |
| US Open | Q           | 1R          | 1R          | 1R          | A           | 2R          | QF          | QF          | 3R          | QF          | A     | SF          | QF          | G           | 1 / 11        | 31 – 10       |
| Altres torneigs |             |             |             |             |             |             |             |             |             |             |       |             |             |             |               |               |
| Jocs Olímpics | NC          | NC          | A           | No celebrat | No celebrat | No celebrat | 1R          | No celebrat | No celebrat | No celebrat | 3R    | No celebrat | No celebrat | No celebrat | 0 / 2         | 2 – 2         |
| WTA Finals | A           | A           | A           | A           | A           | A           | A           | A           | A           | A           | A     | A           | A           | RR          | 0 / 1         | 1 – 2         |
| Tournament of Champions | No celebrat | No celebrat | No celebrat | No celebrat | No celebrat | No celebrat | No celebrat | A           | A           | A           | A     | A           | F           | A           | 0 / 1         | 3 – 2         |
| Estadístiques |             |             |             |             |             |             |             |             |             |             |       |             |             |             |               |               |
| Títols | 0           | 0           | 1           | 2           | 0           | 1           | 2           | 2           | 1           | 0           | 0     | 0           | 1           |             | 10 / 22 / 248 | 10 / 22 / 248 |
| Total Victòries−Derrotes | 1–33        | 18–20       | 30–22       | 36–21       | 29–18       | 30–25       | 50–23       | 52–23       | 45–22       | 31–21       | 21–14 | 18–20       | 33–20       |             | 554 – 346     | 554 – 346     |
| Rànquing a final d'any | 95          | 69          | 38          | 23          | 28          | 40          | 13          | 12          | 24          | 20          | 45    | 31          | 13          |             |               |               |
| Llegenda: G: Guanyadora; F: Finalista; SF: Semifinalista; QF: Quarts de final; Q: Qualificació; A: Absent; RR: Round Robin; |             |             |             |             |             |             |             |             |             |             |       |             |             |             |               |               |

### Dobles
| Open d'Austràlia | 1R   | 1R    | 2R          | 3R          | 3R          | QF    | 3R          | QF          | G           | 3R    | A           | 2R          | 3R          | 1 / 12        | 24 – 11       |
| Roland Garros | 1R   | A     | 3R          | 2R          | 1R          | 2R    | 3R          | QF          | QF          | 3R    | 2R          | 3R          | QF          | 0 / 12        | 19 – 12       |
| Wimbledon | 1R   | 2R    | 1R          | 3R          | 2R          | 2R    | 1R          | SF          | 1R          | SF    | 2R          | 3R          | QF          | 0 / 13        | 17 – 13       |
| US Open | 1R   | 3R    | F           | A           | 2R          | 1R    | 1R          | QF          | 3R          | A     | 3R          | F           | SF          | 0 / 11        | 22 – 11       |
| Jocs Olímpics | NC   | A     | No celebrat | No celebrat | No celebrat | QF    | No celebrat | No celebrat | No celebrat | 2R    | No celebrat | No celebrat | No celebrat | 0 / 2         | 3 – 2         |
| WTA Championships | A    | A     | A           | A           | A           | A     | A           | G           | SF          | A     | A           | A           |             | 1 / 2         | 2 – 1         |
| Títols | 0    | 0     | 1           | 1           | 0           | 1     | 3           | 7           | 1           | 0     | 1           | 2           |             | 17 / 29 / 201 | 17 / 29 / 201 |
| Total Victòries−Derrotes | 6–14 | 10–15 | 21–16       | 22–10       | 21–22       | 30–18 | 32–15       | 52–14       | 31–16       | 20–11 | 18–17       | 29–15       |             | 370 – 228     | 370 – 228     |
| Rànquing a final d'any | 111  | 100   | 22          | 32          | 37          | 22    | 29          | 2           | 8           | 30    | 33          | 14          |             |               |               |
| Llegenda: G: Guanyadora; F: Finalista; SF: Semifinalista; QF: Quarts de final; Q: Qualificació; A: Absent; RR: Round Robin; |      |       |             |             |             |       |             |             |             |       |             |             |             |               |               |

## Guardons
- Cavallera de l'Orde al Mèrit de la República Italiana (2007)[1]
- Parella de l'any WTA (2010) amb Gisela Dulko
- Parella de l'any ITF (2010) amb Gisela Dulko